# 菅野千怜
菅野 千怜（かんの ちさと）は、日本のヴァイオリニスト。福島県郡山市出身。

## 略歴
3歳からピアノとソルフェージュを始める。
10歳から金透小学校特設音楽部にてヴァイオリンを始める。
東京音楽大学付属高等学校音楽科を経て、東京音楽大学音楽学部を卒業。
STAND UP! ORCHESTRAメンバー。